# Кирилюк, Денис Николаевич
Денис Николаевич Кирилюк (укр. Денис Миколайович Кирилюк, позывной — GROUCH; 14 июля 1990, Гришевцы — 27 марта 2023, Черниговская область) — украинский военный лётчик, подполковник, участник российско-украинской войны. Герой Украины (2025, посмертно).

## Биография
Родился 14 июля 1990 года в селе Гришевцы Тывровского района Винницкой области. С 1996 по 2004 год учился в Гришовецкой средней общеобразовательной школе. С 2004 по 2007 год обучался в Черниговском военном лицее с усиленной военно-физической подготовкой. 17 июля 2007 года поступил в Харьковском национальном университете Воздушных сил, который окончил в 2011 году по специальности «Боевое применение и управление действиями подразделений (частей, соединений) авиации».
В 2016 году принимал участие в АТО на востоке Украины. Служил заместителем командира эскадрильи — штурманом авиационной эскадрильи 831-й бригады тактической авиации. Совершил более 80 боевых вылетов, из них 70 — во время полномасштабного российского вторжения на Украину.
Погиб 27 марта 2023 года во время выполнения боевого задания на Черниговской области.

## Награды
- Звание «Герой Украины» с вручением ордена «Золотая Звезда» (24 февраля 2024, посмертно) — за личное мужество и героизм, проявленные в защите государственного суверенитета и территориальной целостности Украины, верность военной присяге[1].
- Орден «За мужество» III степени (2 августа 2022) — за личное мужество и самоотверженные действия, проявленные в защите государственного суверенитета и территориальной целостности Украины, верность военной присяге[2].

- Знак отличия Президента Украины «За участие в Антитеррористической операции».

## Память
Одну из улиц Миргорода названа в его честь.